# Territoire libre de Trieste
1947–1954
Entités précédentes :
- Royaume d'Italie

Entités suivantes :
- Province de Trieste (Italie)
- Croatie, Slovénie (république fédérative socialiste de Yougoslavie)

Le territoire libre de Trieste (en italien : Territorio libero di Trieste ; en slovène : Svobodno tržaško ozemlje ; en croate : Slobodna teritorija Trsta) était un État neutre créé en Vénétie julienne à l'issue de la Seconde Guerre mondiale par la résolution du Conseil de sécurité des Nations unies du 10 janvier 1947 et officialisé en 1947 par le traité de Paris. Ce traité incombait diverses responsabilités au conseil de sécurité de l'ONU envers le territoire libre de Trieste.
Formé de la ville de Trieste, d'une partie de l'Istrie occidentale et d'une bande côtière qui le reliait à l'Italie, il avait une superficie de 738 km2 et environ 330 000 habitants. Placé sous contrôle de l'Organisation des Nations unies (ONU), le territoire s'étendait à cheval sur les deux zones d'occupation A (anglo-américaine) et B (yougoslave) de la Vénétie julienne.
La partie du territoire libre situé en zone A comptait 311 000 habitants en grande majorité triestins, et comprenant la ville de Trieste ; l'autre partie, située en zone B (yougoslave) comptait 54 000 habitants en majorité istriens, et comprenant la ville de Koper/Capodistria. La plus grande partie de la population de la zone B du territoire (40 000 Italiens, mais aussi des Croates et Slovènes) abandonne cette région entre 1947 et 1956, poussée par la « terreur rouge », notamment les massacres des foibe.
Par le protocole d'accord du 5 octobre 1954, signé à Londres, le territoire est partagé : la majeure partie de la zone A (au nord) passe sous administration civile italienne (ce qui implique la responsabilité envers le gouvernement italien), tandis que la zone B (au sud) et une partie de la zone A vont à la république fédérative populaire de Yougoslavie et seront, au sein de celle-ci, partagées entre la Croatie et la Slovénie. Ce n'est qu'avec l'entrée en vigueur officielle le 11 octobre 1977 du traité d'Osimo signé le 10 novembre 1975 par l'Italie et la Yougoslavie, que cette dernière reconnaît l'appartenance de Trieste et de son territoire à l'Italie, qui, de son côté, renonce à revendiquer les territoires devenus yougoslaves en 1954.

## Cartes

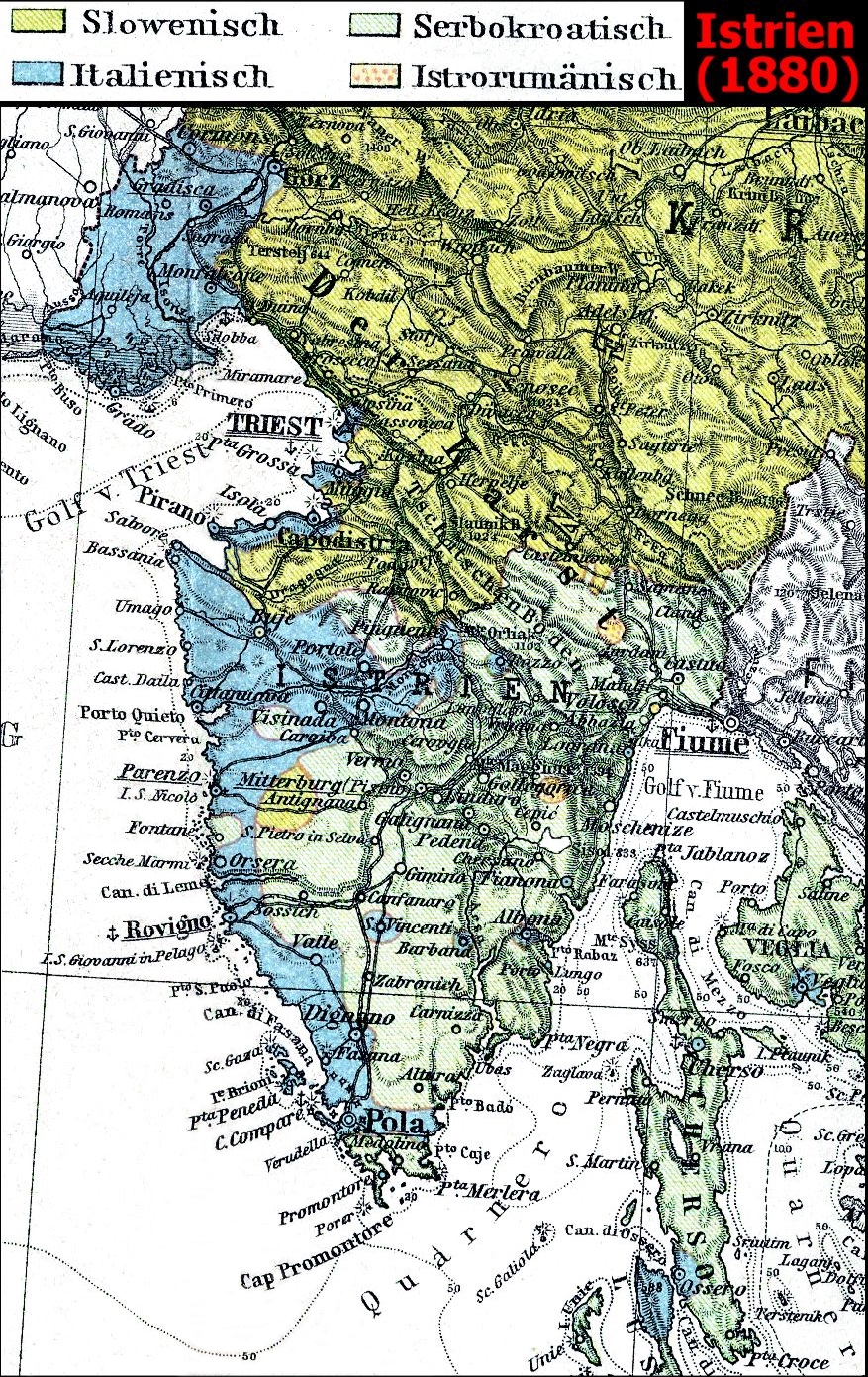
Langues d'Istrie en 1880 : italien en bleu, slovène en vert-jaune, croate en vert-bleu.
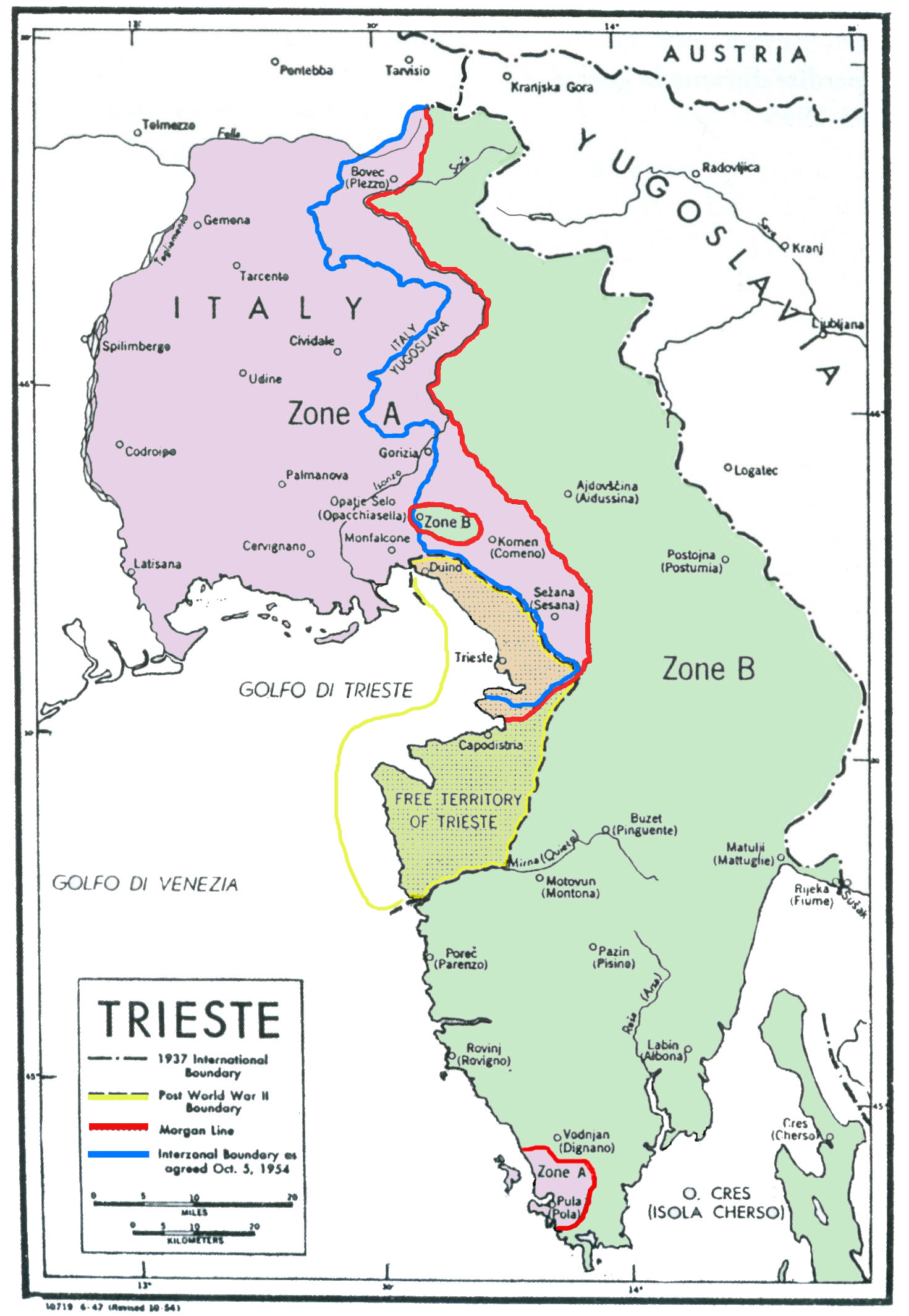
Division de la Vénétie julienne entre juin 1945 et septembre 1947, avec la zone A en lilas, la zone B en vert, la ligne Morgan en rouge, le territoire libre de Trieste en surimpression jaune et la frontière de 1954 en bleu.
Carte des deux zones.

## Histoire
En 1921, l'Italie avait obtenu la plupart des territoires austro-hongrois qu'elle avait revendiqués pendant la Première Guerre mondiale, dont Trieste, l'Istrie et le bassin de l'Isonzo-Soča (qui est maintenant l'Ouest de la Slovénie). En 1925 elle annexa en outre l'État libre de Fiume (aujourd'hui Rijeka en Croatie). Dans ces territoires annexés, les zones rurales étaient habitées surtout par des Slovènes au Nord et des Croates au Sud, tandis que les Italiens étaient majoritaires dans les villes, notamment côtières.
Pendant les années 1920 et 1930, les populations slaves furent victimes de discriminations et d'une italianisation forcée de la part du régime de Mussolini : de nombreux Croates et Slovènes émigrèrent en Yougoslavie ou rejoignirent le mouvement de résistance « TIGR », qui commit plus d'une centaine d'actes qualifiés de terroristes par les autorités italiennes bien qu'il se fut agi le plus souvent de graffitis). Les populations allemandes et italiennes vivant en Yougoslavie (Dalmatie et ses îles) émirent au même moment des plaintes similaires et un certain nombre émigrèrent pour leur part vers l'Autriche et l'Italie.
Pendant la Seconde Guerre mondiale, l'Italie forma l'Axe avec le Troisième Reich et, avec ce dernier, envahit en 1941 la Yougoslavie, annexant la moitié Sud de la Slovénie et une partie des côtes et des îles croates, et occupant le Monténégro et le Kosovo. Lorsque le régime fasciste s'effondra en septembre 1943, l'Istrie et la Vénétie julienne furent occupées par les Allemands qui inclurent ces régions dans leur zone d'opérations sur le littoral adriatique.
Pour leur part, les Partisans communistes yougoslaves dirigés par Josip Broz Tito revendiquaient une frontière occidentale incluant l'Istrie entière, Trieste et Gorizia. Au moment de la retraite allemande sur le front de Yougoslavie, la 4e armée yougoslave et le 9e corps d'armée slovène prirent Trieste le 1er mai 1945, mais les troupes d'occupation allemandes ne firent leur reddition que le lendemain à la 2e division d'infanterie (Nouvelle-Zélande) de la 8e armée britannique. Le général britannique William Duthie Morgan (en) proposa la partition de l'ensemble de la Vénétie julienne et le retrait des troupes yougoslaves. Tito accepta ce principe le 23 mai et, selon l'accord signé à Duino le 10 juin, le XIIIe corps britannique se déploya à l'Ouest d'une ligne de démarcation appelée « ligne Morgan (en) ». Les soldats yougoslaves se retirèrent à l'Est de cette ligne le 12 juin 1945,.

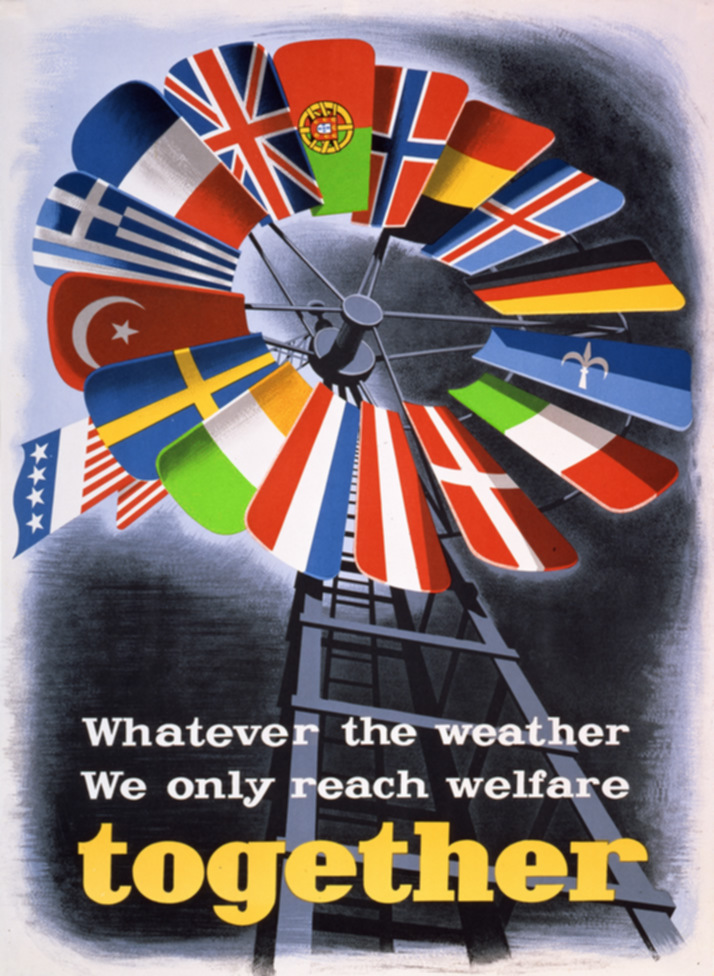
Affiche pour le plan Marshall montrant les drapeaux des pays d'Europe occidentale, y compris à droite le drapeau du territoire libre de Trieste sur fond bleu, tel qu'il était arboré dans la zone A.

Armoiries yougoslaves du territoire libre de Trieste, arborées en zone B.

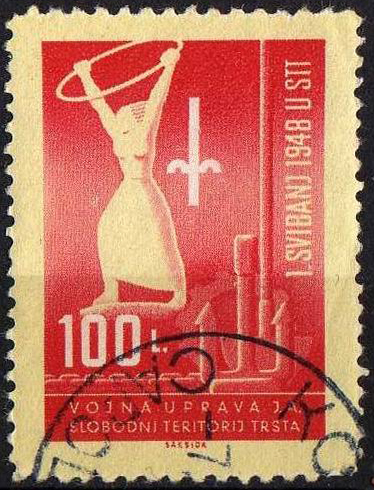
Timbre yougoslave du territoire libre de Trieste émis en zone B, 1948.

Le 10 janvier 1947, le Conseil de Sécurité des Nations unies approuve, par dix voix contre zéro, avec une abstention de l'Australie, la Résolution 16 et les trois documents fondamentaux suivants :
1. instrument relatif au régime provisoire du territoire libre de Trieste ;
2. statut permanent du territoire libre de Trieste ;
3. instrument relatif au Port franc de Trieste.

Le statut permanent devait prendre effet avec la nomination d'un gouverneur approuvé par les quatre Puissances Alliées, comme le prévoyait la résolution 16 du Conseil de Sécurité de l'ONU adoptée le 10 janvier 1947.
Le 15 septembre 1947, le traité de paix entre l'Italie et les Puissances Alliées, signé le 10 février 1947, entre en effet, établissant le territoire libre de Trieste. Son gouvernement devait se structurer de la manière suivante :
1. un gouverneur (possédant l'initiative législative) nommé par le conseil de sécurité de l'ONU ;
2. un conseil de gouvernement formé par l'assemblée populaire ;
3. une assemblée populaire élue par la population du territoire ;
4. un corps judiciaire nommé par le gouverneur.

Le Conseil de sécurité de l’ONU devait jouer un rôle important dans l’élaboration et la mise en place du territoire libre de Trieste. En effet, celui-ci devait s‘assurer de l’intégrité et l’indépendance du territoire libre de Trieste en garantissant le Statut Permanent et le maintien de l’ordre et de la sécurité au sein du territoire ; le conseil de Sécurité devait aussi nommer un gouverneur. Les pouvoirs du gouverneur auraient notamment été les suivants :
1. surveillance de l’application du statut permanent ;
2. initiative en matière législative avec la possibilité de renvoyer une loi pour la faire examiner par l’Assemblée Populaire ;
3. conduite des relations extérieures.

Cependant, le territoire ne reçut pas son administration définitive et resta sous occupation militaire selon la division en deux zones séparées par la ligne Morgan : la zone A (222,5 km2, dont Trieste, 262 406 habitants) était administrée par les forces américaines et britanniques, tandis que la zone B (515,5 km2 et 71 000 habitants) l'était par l'armée yougoslave. Entre octobre 1947 et mars 1948, l'Union soviétique, qui à l'époque soutenait encore Tito et étendait de facto sa zone d'influence jusqu'à la ligne Morgan, rejette 16 candidatures au poste de gouverneur : il n'y eut donc jamais de gouverneur nommé selon les termes de la résolution des Nations unies, point au sujet duquel les Puissances Tripartites (États-Unis, Royaume-Uni et France) publièrent, le 20 mars 1948, un mémorandum recommandant le retour du territoire sous souveraineté italienne. Le territoire ne fonctionna donc jamais comme un État unitaire, démocratique et indépendant, même s'il émit sa propre monnaie et ses timbres. Le drapeau lui-même était l'objet d'un désaccord, le fond étant bleu dans la zone A et rouge dans la zone B. La rupture Tito-Staline à la mi-1948 entraîna la suspension de la proposition de retour du territoire à l'Italie jusqu'en 1954.
Étant donné les difficultés observées dans la mise en place des clauses relatives au territoire libre de Trieste l'Italie et la Yougoslavie tentèrent de trouver un accord. Ainsi, le 5 octobre 1954 à Londres, un mémorandum fut signé entre les États-Unis, le Royaume-Uni, l'Italie et la Yougoslavie. Il établissait de facto l'administration civile provisoire de la majeure partie de la zone A par le gouvernement italien, et de la zone B ainsi que d'une petite partie de la zone A par la Yougoslavie, fixant ainsi la frontière actuelle,. Le gouvernement italien demanda que les dispositions relatives au Port franc de Trieste soient maintenues dans le cadre prévu par les articles 1-20 de l'Annexe VIII du Traité de Paix de 1947. Le traité d'Osimo signé en 1975, et mis en application en 1977, reconnut la division du territoire libre de Trieste entre les deux pays et annula les dispositions du Mémorandum de Londres concernant les relations entre la République italienne et la république socialiste fédérative de Yougoslavie.

## Démographie
À la fin des années 1940 et pendant celles qui suivirent la division du territoire, près de 40 000 personnes (principalement italiennes) choisirent de quitter la zone B pour s'installer en zone A ou en Italie pour diverses raisons : certaines fuyaient les massacres des foibe, d'autres furent intimidées et plus ou moins contraintes, beaucoup craignaient tout simplement de vivre dans un état communiste. Elles furent surnommées optanti en Yougoslavie, mais se nommèrent elles-mêmes esuli (« exilées » en italien). Environ 14 000 Italiens choisirent de rester dans la zone yougoslave, désormais partagée entre deux des entités de la fédération, la république socialiste de Croatie et la république socialiste de Slovénie.
Selon les estimations du gouvernement militaire allié, la zone A comprenait en 1949 environ 310 000 habitants, dont 239 200 (77,4 %) Italiens et 63 000 (20,3 %) Slovènes. Des sources italiennes contemporaines donnent un nombre de Slovènes moins important (32 000 à 40 000).
Selon le recensement sous l'occupation militaire communiste yougoslave de 1945, unanimement considéré comme falsifié, la partie de l'Istrie qui devait devenir la zone B abritait 67 461 habitants, dont 30 789 Slaves, 29 672 Italiens et 7 000 personnes d'autres nationalités. Les données du recensement autrichien de 1910 effectué selon la langue d'usage : 48 304 Italiens contre 16 486 Slaves.

## Personnalités liées à la région
Nino Benvenuti, boxeur, champion du monde et olympique italien, né le 26 avril 1938 à Isola en Italie (actuellement en Slovénie).